# Naturschutzgebiet Caan
Koordinaten: 50° 42′ 52″ N, 8° 7′ 40″ O
Das Naturschutzgebiet Caan liegt auf dem Gebiet der Gemeinde Burbach im Kreis Siegen-Wittgenstein in Nordrhein-Westfalen.
Das etwa 103 ha große Gebiet, das im Jahr 2002 unter der Schlüsselnummer SI-066 unter Naturschutz gestellt wurde, erstreckt sich südöstlich des Kernortes Burbach. Am südöstlichen Rand des Gebietes verläuft die Landesstraße L 730 und nördlich die 911, östlich fließt der Dresselnbach. Westlich liegt der Siegerland Flughafen, östlich verläuft die Landesgrenze zu Hessen. Nordwestlich des Gebietes erstreckt sich das Naturschutzgebiet (NSG) Großer Stein (80,3 ha), nordöstlich das NSG Wetterbachtal (88,4 ha), südöstlich das NSG Grabland (40,1 ha), südwestlich das NSG Rübgarten (130 ha) und westlich das NSG Hainswinkel (21,6 ha).